# Gholam Hossein Banan

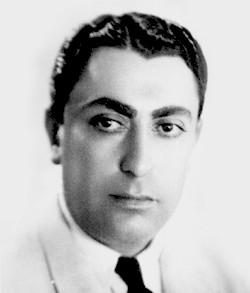
Gholām-Hossein Banān Amoli

Gholām-Hossein Banān (persisch غلامحسين بنان, DMG Ġolām-Ḥoseyn-e Banān; * Mai 1911 in Teheran; † 27. Februar 1986 in Teheran) war ein iranischer Musiker und Sänger.

## Leben
Gholām-Hosseins Vater Karim Khān Banān od-Douleh Nurí (كريم خان بنان الدوله نورى, DMG Karīm Ḫān Banāno d-Daule-ye Nūrī) war Musiker und Kalligraph. Seine Mutter, Tochter von Mohammad Taqi Mirza Rokn ed-Dowleh (محمد تقى ميرزا ركن الدوله, DMG Moḥammad Taqī Mīrzā Rokno d-Daule), einem Sohn von Mohammed Schah und Bruder von Nāser ad-Din Schah, war eine begabte Pianistin. Ein Bruder und zwei Schwestern von Gholām-Hossein spielten Tar. Sie erhielten ihre Ausbildung von Morteza Neydāvud (مرتضى نى داود, DMG Morteżā Ney-Dāwud), einem der bekanntesten Musiker seiner Zeit.
Gholām-Hossein wurde zunächst von seinen Eltern unterrichtet. Ab dem sechsten Lebensjahr begann er eine formelle musikalische Ausbildung. Gholām-Hossein nahm bei Morteza Neydāvood Unterricht in Gesang, Klavier und Orgel, der bereits früh sein Talent erkannte und förderte. Weitere Lehrer von Gholām-Hossein Banān waren Mirzā Tāher Ziā oz-Zākerin Rasā'í (ميرزا طاهر ضياء الذاكرين رثائى, DMG Mīrzā Ṭāher Żiyā’o Ẕākerīn-e Ras̱ā’ī), Nāser Seif (ناصر سيف, DMG Nāṣer-e Seyf), Ali-Naghi Vaziri und Ruhollah Khāleghi.
Im Jahr 1942 trat Gholām-Hossein Banān der Nationalen Iranischen Musikervereinigung bei. Ab diesem Jahr war seine Stimme auch über das iranische Radio zu hören. Gholām-Hossein Banān wurde Mitglied im Orchester von Javād Maroufi, in dem er die Position des ersten Sängers innehatte.
1957 erblindete Gholām-Hossein Banān auf einem Auge infolge eines Autounfalls.
Gholām-Hossein Banān verstarb am 27. Februar 1986 im Iranmehr-Krankenhaus in Ghohak, Teheran. Seine Aufnahmen sind auch heute noch sehr beliebt, die Lieder Ey Iran, Caravan und Elahe-ye Naz sind legendär.
Gholām-Hossein Banān ist auf dem Friedhof Imamzadeh Taher in Karadsch bestattet. Auf diesem Friedhof wurden viele Künstler, Musiker, Schriftsteller, Philosophen und berühmte Personen des iranischen Kulturlebens bestattet. In den letzten Jahren wurden die Grabplatten von Ahmad Schamlu, Amir Nasser Eftetah und Parviz Yahaghi zertrümmert. Anfang Mai 2010 wurde das Grab von Gholām-Hossein Banān geschändet.